# Nehmetaui
Nehmetaui (nḥm.t-ˁw3ỉ; „aki felkarolja a nélkülözőket”) az ókori egyiptomi vallás egyik kevéssé ismert istennője. Egyes helyeken Nehebu-kau kígyóisten, máshol, például Hermopoliszban Thot feleségeként tisztelték. Antropomorf alakban, gyakran gyermekkel ölében ábrázolták, fején szisztrum alakú fejékkel.